# Flugplatz Simenti

i7
i11
Der Flugplatz Simenti (französisch Aérodrome de Simenti, IATA-Code: SMY, ICAO-Code: GOTS) ist ein Flugplatz im Südosten des Senegal. Er liegt bei Simenti, einer Hotelanlage im Nationalpark Niokolo-Koba in der Region Tambacounda.
Der Flugplatz wird von der Regierung Senegals für die zivile Luftfahrt betrieben. Er liegt im Nationalpark etwa zwei Kilometer nordöstlich des Gambia in der Nähe der Einmündung des Niokolo Koba und auf dem Gebiet der Communauté rurale Dialacoto im Département Tambacounda.